# Mone Chiba
Mone Chiba  (千葉 百音?, Chiba Mone) (Sendai, 1º maggio 2005) è una pattinatrice artistica su ghiaccio giapponese. Ha vinto il bronzo nel Campionato del mondo nel 2025, l'argento nella Finale del Grand Prix nel 2024, due medaglie al Campionato dei Quattro continenti, un bronzo nel 2023 e un oro nel 2024, e l'argento alle Universiadi nel 2025, al campionato nazionale nel 2023 e nella gara di Junior Grand Prix che si è svolta in Polonia nel 2022.

## Biografia
Mone Chiba è nata a Sendai. Dopo aver assistito a una competizione in televisione quando aveva quattro anni, Chiba ha iniziato a pattinare all'Ice Rink Sendai. Il suo idolo è Yuzuru Hanyū, che fino al 2012 si è allenato sulla stessa pista e che l'ha sempre incoraggiata.
Il 1 marzo del 2024 Chiba si è diplomata presso la Tohoku High School di Sendai, e si è iscritta allo stesso corso presso la Facoltà di Scienze Umane dell'Università di Waseda presso la quale si è laureato Hanyu. In occasione della cerimonia di diploma a Chiba è stato assegnato lo "Special Achievement Award" come riconoscimento dei suoi risultati sportivi.

## Carriera agonistica
Nel 2011 l'Ice Rink Sendai, danneggiato dal terremoto del Tohoku, è stato chiuso per circa quattro mesi. In questo periodo Chiba ha continuato ad allenarsi davanti alla sua abitazione usando dei roller.
Chiba ha esordito nel circuito internazionale nella categoria junior con il successo alla Challenge Cup del 2020. L'annullamento del circuito Grand Prix junior nel 2020 a causa della pandemia di COVID-19 e la decisione della Federazione di pattinaggio del Giappone di non inviare nessuno dei suoi pattinatori nel 2021 ha fatto sì che Chiba esordisse nel Grand Prix junior nel 2022, a 17 anni. Seconda in Polonia e quarta in Italia, Chiba è stata nominata prima riserva per la finale.
Seconda al Campionato nazionale junior e quinta al Campionato nazionale giapponese senior, nel febbraio del 2023 Chiba ha partecipato per la prima volta a un Campionato ISU. Settima dopo il programma corto, grazie al secondo programma libero ha vinto la medaglia di bronzo al Campionato dei quattro continenti
Chiba si è allenata con Soushi Tanaka fino all'estate del 2023, quando si è spostata alla Kinoshita Academy di Kyoto guidata da Mie Hamada. I suoi programmi della stagione 2023-2024 sono stati coreografati da Misha Ge e da Akiko Suzuki. La prima parte della stagione è stata caratterizzata da risultati deludenti, un sesto e un nono posto nelle gare di Grand Prix, legati a una forma d'asma provocatale dagli intensi allenamenti. In dicembre si è classificata seconda al Campionato nazionale giapponese. Dopo aver vinto il titolo al Campionato dei quattro continenti nel 2024, Chiba ha concluso la stagione con il settimo posto al Campionato del mondo, frutto di un tredicesimo posto nel programma corto e del quinto nel libero.
I suoi programmi della stagione 2024-25 sono stati coreografati da Lori Nichol e Kaitlyn Weaver. L'inizio della stagione è stato caratterizzato da una serie di argenti nelle due gare di Grand Prix in Giappone, in Cina e nella finale, da lei raggiunta per la prima volta. Al Campionato nazionale ha realizzato il miglior programma corto della sua carriera piazzandosi al terzo posto provvisorio, ma diversi errori sui salti del programma libero hanno fatto sì che concludesse la gara in quarta posizione. Nelle Universiadi ha stabilito il suo personal best nel programma corto, piazzandosi provvisoriamente in prima posizione, per poi concludere la gara con un altro secondo posto.
Seconda dopo il programma corto al Four Continents Championship, Chiba ha avuto un attacco di gastroenterite durante la notte e non è stata in grado di pattinare al meglio il programma libero, concludendo la gara in sesta posizione. Nella sua seconda partecipazione al Campionato del mondo ha migliorato il suo personal best nel programma corto e nel totale e ha vinto la medaglia di bronzo. La sua stagione si è conclusa al World Team Trophy, la sua prima competizione a squadre. Con i piazzamenti al quarto e al quinto posto, Chiba ha contribuiti a far vincere al Giappone la medaglia d'argento.
Chiba si sta allenando sul quadruplo toe loop con l'obiettivo di partecipare ai Giochi olimpici di Milano-Cortina.

## Palmarès

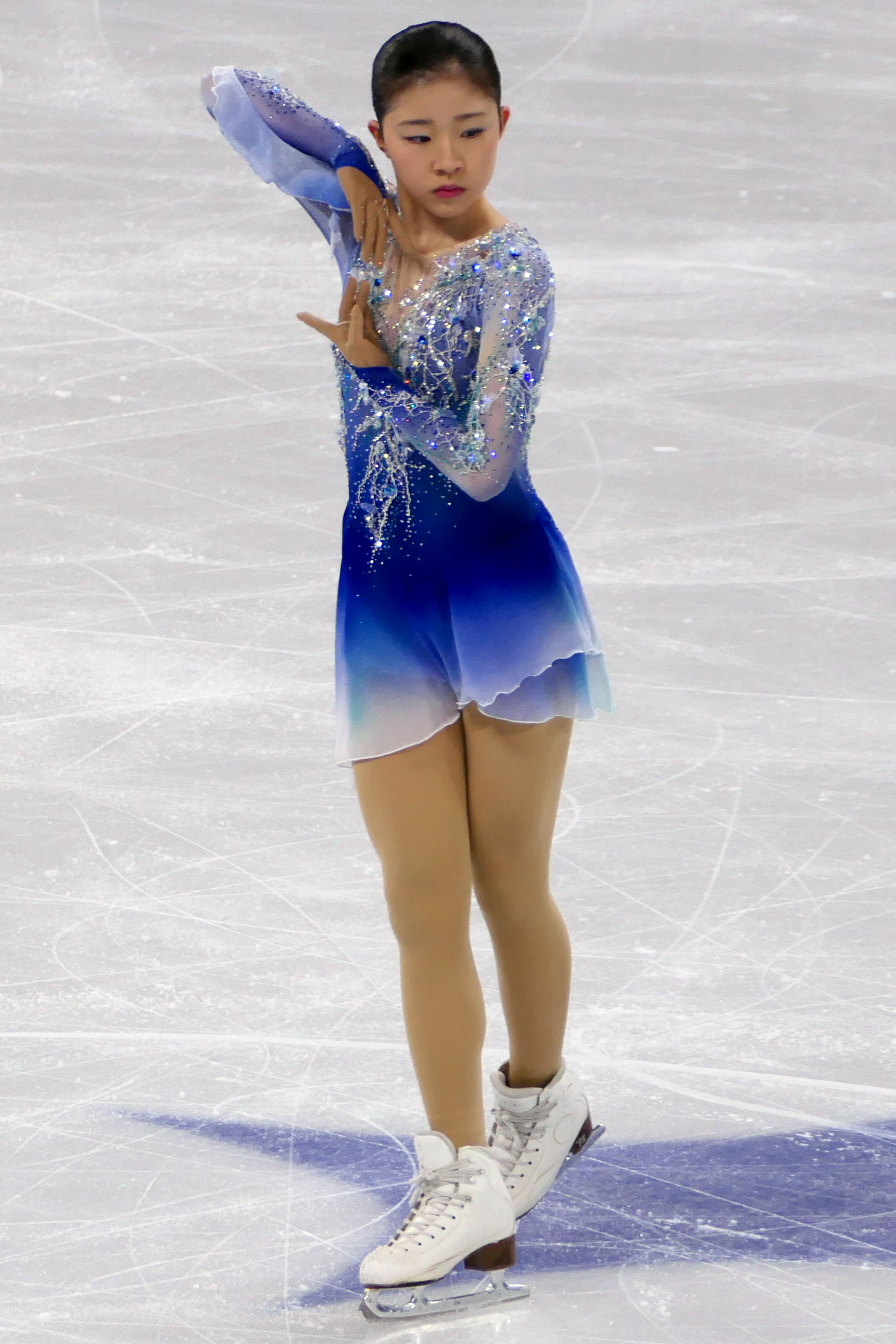
Mone Chiba al Campionato del mondo nel 2024.

GP: Grand Prix; CS: Challenger Series; JGP: Junior Grand Prix
| Internazionali | Internazionali | Internazionali | Internazionali | Internazionali | Internazionali | Internazionali | Internazionali | Internazionali | Internazionali | Internazionali |
| Evento | 2015–16        | 2016–17        | 2017–18        | 2018–19        | 2019–20        | 2020–21        | 2021–22        | 2022–23        | 2023–24        | 2024-25        |
| --- | -------------- | -------------- | -------------- | -------------- | -------------- | -------------- | -------------- | -------------- | -------------- | -------------- |
| Campionati mondiali |                |                |                |                |                |                |                |                | 7°             | 3°             |
| Campionati dei Quattro continenti                                                                                               |                |                |                |                |                |                |                | 3°             | 1°             | 6°             |
| GP Finale |                |                |                |                |                |                |                |                |                | 2°             |
| GP Cup of China |                |                |                |                |                |                |                |                |                | 2°             |
| GP NHK Trophy |                |                |                |                |                |                |                |                |                | 2°             |
| GP Trophée Eric Bompard |                |                |                |                |                |                |                |                | 9°             |                |
| GP Skate America |                |                |                |                |                |                |                |                | 6°             |                |
| CS Autumn Classic International                                                                                                 |                |                |                |                |                |                |                |                | 6°             |                |
| CS Nebelhorn Trophy |                |                |                |                |                |                |                |                |                | 4°             |
| Coupe du Printemps |                |                |                |                |                |                |                | 1°             |                |                |
| Egna Spring Trophy |                |                |                |                |                |                | 3°             |                |                |                |
| Universiadi |                |                |                |                |                |                |                |                |                | 2°             |
| Internazionali: Junior |                |                |                |                |                |                |                |                |                |                |
| JGP Armenia |                |                |                |                |                |                |                | C              |                |                |
| JGP Italia |                |                |                |                |                |                |                | 4°             |                |                |
| JGP Polonia |                |                |                |                |                |                |                | 2°             |                |                |
| Challenge Cup |                |                |                |                | 1°             |                | 1°             |                |                |                |
| Internazionali: Advanced novice                                                                                                 |                |                |                |                |                |                |                |                |                |                |
| Asian Trophy |                |                | 5°             |                |                |                |                |                |                |                |
| Nazionali |                |                |                |                |                |                |                |                |                |                |
| Campionati giapponesi |                |                |                |                | 18°            | 20°            | 11°            | 5°             | 2°             | 4°             |
| Campionati giapponesi junior |                |                |                | 18°            | 6°             | 8°             | 3°             | 2°             |                |                |
| Campionati giapponesi novice | 21° B          | 29° A          | 6° A           |                |                |                |                |                |                |                |
| Eastern Sectionals |                |                |                | 3° J           | 1° J           | 2° J           | 3° J           | 4° J           |                |                |
| Kinki Regionals |                |                |                |                |                |                |                |                | 2°             | R              |
| Tohoku-Hokkaido Reg. | 3° B           | 3° A           | 1° A           | 1° J           | 1° J           | 1° J           | 1° J           |                |                |                |
| Eventi a squadre |                |                |                |                |                |                |                |                |                |                |
| World Team Trophy |                |                |                |                |                |                |                |                |                | 2° S 5° P      |
| R = Ritirata; C = Evento cancellato A = Novice A; B = Novice B; J = Junior S = Risultato della squadra; P = Risultato personale |                |                |                |                |                |                |                |                |                |                |